# Isola di Southampton
Southampton è un'isola del Canada posta all'ingresso della baia di Hudson nel territorio del Nunavut.

## Geografia
Southampton è separata ad ovest dal Roes Welcome Sound dalla costa del Nunavut. A sud si affaccia sulla baia di Hudson ed a sud-est è separata dagli stretti di Fisher e Evans dall'isola di Coats. A nord-est si affaccia sul canale di Foxe che la separa dall'isola di Baffin e sul bacino di Foxe, che è parte del mar Glaciale Artico.
Il territorio è collinoso e raggiunge l'altezza massima con il monte Saorre di 411 metri di altezza.
L'isola fa parte della regione di Kivalliq del territorio di Nunavut ed ha una superficie di 41.214 lmq. L'unico insediamento è la comunità inuit di Coral Harbour (Salliq in lingua inuit), raggiungibile solo con l'aereo, che contava 820 abitanti al censimento del 2006.
Gli spostamenti all'interno sono possibili solo grazie a mezzi battipista e all'aereo.

## Storia
L'isola ricevette il nome Southampton dall'esploratore inglese Thomas Button che nel 1613, nel corso di un suo viaggio alla ricerca del passaggio a nord-ovest, esplorò le sue coste meridionali. Chiamò l'isola Southampton in onore del benefattore che aveva finanziato un suo precedente viaggio. Nel corso del XIX secolo l'isola fu visitata prevalentemente da balenieri.
A quel tempo Southampton era abitata dalla popolazione indigena degli Sadlermiut (o Sallirmiut "abitanti di Salliq"), che era l'ultima sopravvissuta delle popolazioni pre-eschimesi della cultura Dorset (Tuniit). I Sadlermiut si estinsero nel 1902 in conseguenza della malattia, probabilmente influenza o febbre tifoide, contratta da un marinaio malato della baleniera Active, che li sterminò nel corso di poche settimane.
Nel 1924 la Compagnia della Baia di Hudson aprì una stazione commerciale sull'isola e gli inuit dall'isola di Baffin e da altre aree cominciarono ad affluirvi. Durante la seconda guerra mondiale nei pressi di Coral Harbour fu costruita una base militare americana, oggi dismessa.

## Fauna
L'isola ha una ricca fauna che conta tra gli altri: caribù, orsi polari, foche, trichechi, girifalchi  sterne oche delle nevi, oche del Canada e raramente falchi pellegrini.
Le riserve di East Bay Bird Sanctuary e l'Harry Gibbons Bird Sanctuary sono state istituite per proteggere i luoghi di riproduzione dell'oca azzurra (Anser caerulescens caerulescens).